# Ganden Phodrang
Pour les articles homonymes, voir Gouvernement tibétain.
1642–1959
Entités précédentes :
- Période Phagmodrupa
- Tsangpa

Entités suivantes :
- Gouvernement tibétain en exil
- Gouvernement de la région autonome du Tibet

Le Ganden Phodrang (tibétain : དགའ་ལྡན་ཕོ་བྲང, Wylie : dGa' ldan pho brang, THL : ganden podrang ; chinois : 甘丹頗章 ; pinyin : gāndān pōzhāng),,,, également appelé période du Ganden Phodrang, gouvernement du Ganden Phodrang ou régime du Ganden Phodrang (tibétain : བོད་གཞུང་དགའ་ལྡན་ཕོ་དྲང, Wylie : bod gzhung dga' ldan pho drang, THL : Pö Shung Ganden Phodrang, chinois : 甘丹頗章政权 ; pinyin : gāndān pōzhāng zhèngquán), est le type de gouvernement mis en place en 1642 par Lobsang Gyatso, le 5e dalaï-lama, devenu chef spirituel de tout le Tibet grâce au khan mongol qoshot, Güshi Khan qui reçoit en échange la reconnaissance en tant que roi du Tibet. C'est la fin de la Période Phagmodrupa, contrôlée par les tibétains ; les religieux des écoles traditionnelles tibétaines kagyupa et du chamanisme bön, opposés à l'école guéloug, sont chassés du pouvoir par les Mongols,,,.
Ce regime se perpétua sous différentes formes de gouvernance, jusqu'en 1959 sous Tenzin Gyatso, le 14e dalaï-lama. Il est qualifié de « théocratique » par Samten G. Karmay et par Stéphane Guillaume, tandis que les tibétologues Ishihama Yumiko et Alex McKay parlent de « gouvernement bouddhiste, union des fonctions spirituelle et temporelle »,.
Après sa fuite en exil en Inde, le 14e dalaï-lama proclama le 29 avril 1959 la création du gouvernement tibétain en exil. Le 17 mai 2002, il célébra le 360e anniversaire de son système gouvernemental connu sous le nom de Gaden Phodrang Chokley Namgyal. Ce gouvernement n'a été reconnu par aucun État ni gouvernement,.
Le 14e dalaï-lama démocratisa progressivement le gouvernement tibétain en exil jusqu'à sa retraite politique en mars 2011, laissant place au premier ministre tibétain Lobsang Sangay et se concentrant sur sa fonction spirituelle, conservant cependant une influence politique selon la journaliste du Monde Audrey Garric.

## Structure du gouvernement
Le dalaï-lama, en tant que « souverain du Thibet » suivant les termes d'Alexandra David-Néel, dirigeait tant les affaires religieuses que les affaires civiles, à l'aide de deux organes principaux du gouvernement :
- le Conseil religieux (Yik-tsang), composé de quatre membres de la communauté monastique,
- et le Conseil des ministres, Kashag, composé de quatre membres (shapé), dont trois civils et un religieux.

Le premier ministre religieux (chikyap chempo), et le premier ministre civil (lönchen), faisaient la liaison entre les Conseils et le dalaï-lama. L’ensemble des ministres du Conseil civil contrôlait les affaires politiques, judiciaires, et fiscales. Un ministre des Affaires étrangères, sous la direction du chigye lönchen (premier ministre d’État), fut créé dans la première moitié du XXe siècle. Son rôle était consultatif. La politique extérieure a toujours été dirigée par le dalaï-lama ou le régent.
Il existait une Assemblée nationale (tsongdu), constituée d’une cinquantaine de personnalités de Lhassa, dont les abbés des grands monastères, et qui se réunissait dans des circonstances graves. Son rôle était consultatif.
Des gouverneurs civil et militaire (Wylie : spyi khyab) sont nouvellement nommés à Chamdo en 1913, à Dergué en 1914, au Hor en 1916, et à Dromo et au Lhoka en 1917.
Dans les provinces, le gouvernement était représenté au milieu du XXe siècle par cinq chikyap pour l’U-Tsang (Lhassa et Shigatse), Gartok (Tibet occidental), Kham (Chamdo, Tibet oriental), Chang (Nagchuka, Tibet du nord) et Lhoka (Lho-dzong, Tibet du sud). Des chikyap dépendaient les dzong-pön, commandants de forteresses, responsables du maintien de l’ordre et de l’impôt. Ils avaient une grande indépendance.

## Histoire

### Le dalaï-lama chef temporel

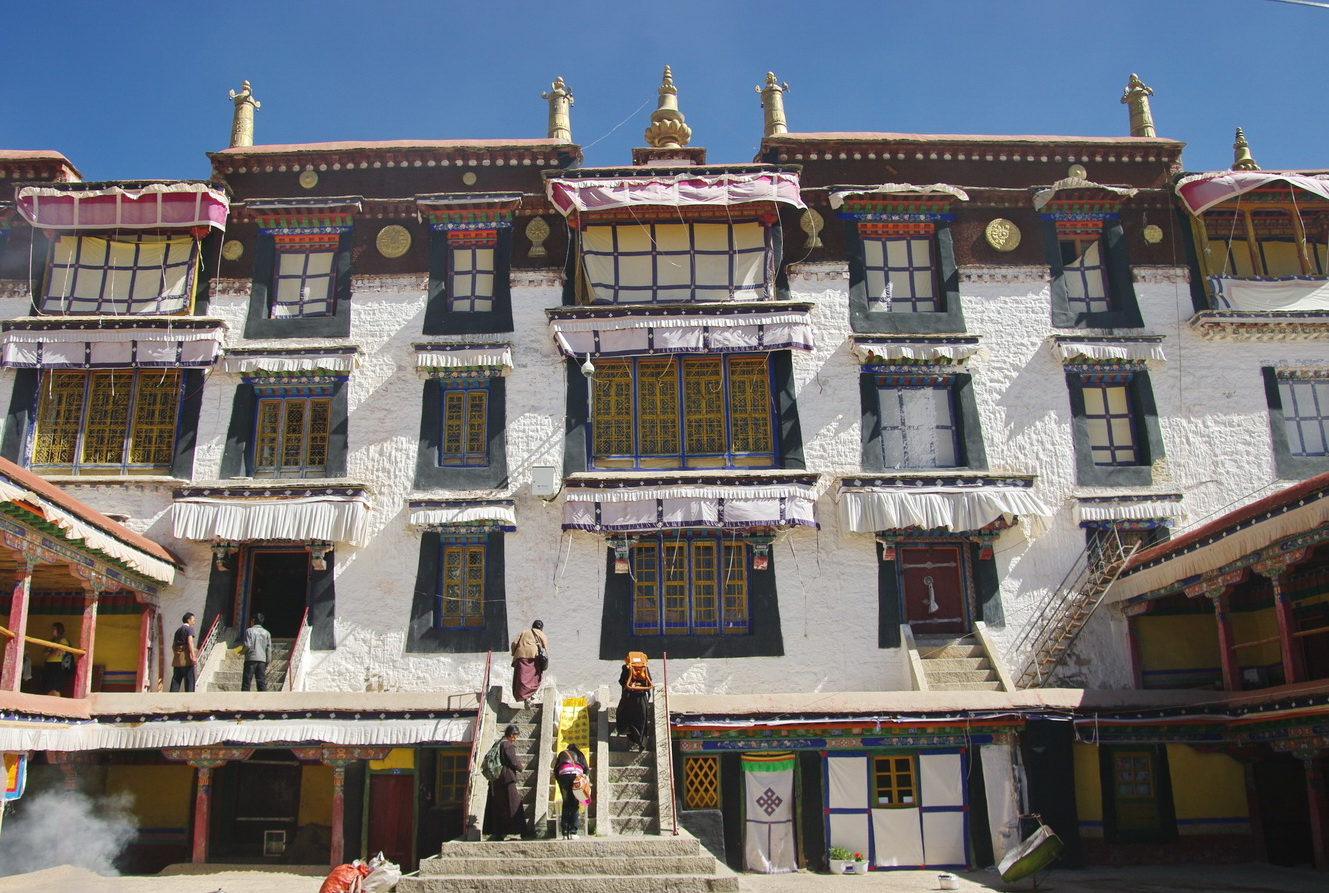
Palais du Ganden Phodrang à Drépung

Lobsang Gyatso, Ve dalaï-lama demande de l'aide à Güshi Khan lorsque le desi du Tsang (alors Karma Tenkyong Wangpo, règne 1620 – 1642), qui est opposé aux guélougpa, prend Lhassa (alors d'ans l'Ü) entre 1630 et 1636. Il demande à sa majorité d'aider les Gélougpa à prendre le pouvoir sur le Tibet et de détruire leur rivaux.
En 1642, le khan mongol Güshi Khan du Qinghai (kokonor), à l'instigation de l'école guéloug (selon Samten G. Karmay), ou de Sonam Chöphel (selon Melvyn Goldstein), renverse le gouvernement du Tsang, tue le roi, Karma Tenkyong Wangpo et ses deux ministres, et installe le 5e dalaï-lama, Ngawang Lobsang Gyatso (1617-1682), comme chef d'État du Tibet. Celui-ci, qui jusque-là n'était que l'abbé du monastère de Drépung selon Karmay, est désormais le premier des dalaï-lamas à exercer un pouvoir temporel,,,,.
Le système gouvernemental du Ganden Phodrang, dont le siège initial est un résidence éponyme du monastère de Drépung, s'est perpétué jusqu’en 1959, sous le 14e dalaï-lama, Tenzin Gyatso. Dans cette structure, le rôle du régent est confirmé pendant la minorité du dalaï-lama. Le Ganden Phodrang en vient à symboliser le pouvoir suprême exercé en théorie comme en pratique par un gouvernement théocratique (selon Karmay). La tibétologue Yumiko Ishihama a cependant démontré qu'au XVIIe siècle les Tibétains, les Mongols et les Sino-Mandchous partageaient une même conception du terme « gouvernement bouddhiste », qui impliquait pour eux une relation symbiotique de la Religion et de l'État

### Création du palais du Potala (1645)

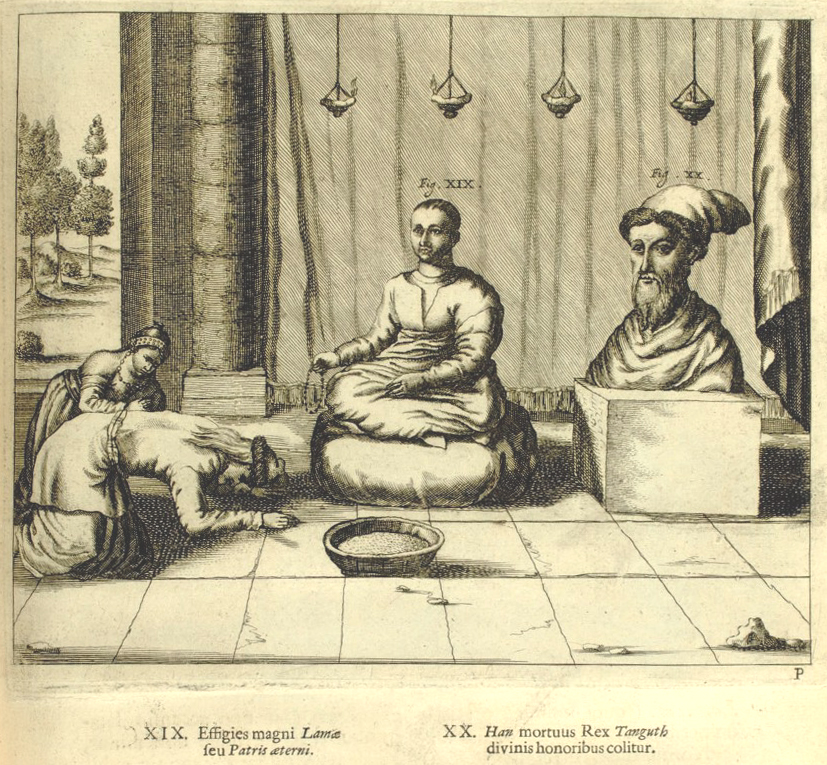
Le « Grand Lama ou Père éternel » (Lobsang Gyatso, 5e dalaï-lama), et à son côté, une statue à l'effigie de Güshi Khan, Khan mongol qui le plaça au pouvoir. Gravure de China illustrata d'Athanasius Kircher (Amsterdam, 1667), d'après un dessin de Johann Grueber.

En 1645, le 5e dalaï-lama décide d’installer son gouvernement à Lhassa dans le palais du Potala qu’il fait construire sur une colline où se trouvait un pavillon fondé par l'Empereur du Tibet Songtsen Gampo au VIIe siècle. Il édifie la partie blanche centrale du Potala (la partie rouge sera ajoutée par le régent Sangyé Gyatso 45 ans plus tard, en 1690). Le Potala devient le centre gouvernemental du Tibet et, selon Claude B. Levenson, « un des plus imposants symboles de la théocratie tibétaine ». Tous les départements ministériels ainsi que le collège de Namgyal, fondé à Drépung en 1574 par Sonam Gyatso, le 3e dalaï-lama, pour la formation monastique, sont transférés au Potala en 1649. Selon Roland Barraux, le gouvernement créé par le 5e dalaï-lama s'est laïcisé et structuré en passant de Drépung au Potala.
Le 5e dalaï-lama fait recenser les monastères du Tibet et réglemente leurs revenus et contributions aux dépenses de l’État. Il crée le Chakpori Zhopanling, institut de médecine au sommet du mont Chakpori, qui se perpétue jusqu’à sa destruction, lors du soulèvement tibétain de 1959. Des insurgés tibétains s'étaient retranchés dans le bâtiment avec des canons, les forces communistes chinoises détruisirent alors le bâtiment. Les services de l'hôpital furent alors déménagés au Mentsikhang. L'hôpital est toujours en fonctionnement de nos jours sous le nom d'institut de médecine tibétaine de la région autonome du Tibet. Il organise la hiérarchie religieuse ainsi que les relations extérieures du Tibet.
Selon The rough Guide to Tibet, avant la mort en 1682 de Lobsang Gyatso, 5e dalaï-lama, le Tibet est devenu un pays unifié sur un plan politique et religieux.

### Gouvernement des princes (1721-1751)
En 1720, l'empire Qing installe Kelsang Gyatso en tant que VIIe dalaï-lama. L'année suivante, l'empire supprime la fonction de régent et la remplace par un cabinet de quatre ministres ou kalöns, dont Khangchenné qui en est le président. Le jeune dalaï-lama est privé de tout rôle dans la conduite du gouvernement.
En 1728, après l'assassinat de Khangchenné, le gouvernemet tibétain est réorganisé. Polhané Sönam Topgyé en devient le chef avec le titre de prince, le dalaï-lama restant tenu à l'écart des affaires politiques. Le fils de Polhané, Gyourme Yeshe Tsetsen, succède à son père en 1750.

### Ordonnance en treize points (1751)
En 1751, une ordonnance en 13 points, édictée par l'empereur Qianlong, apporte des changements à la structure politique et administrative du Tibet. Le 7e dalaï-lama devient le chef du gouvernement et se fait assister d'un conseil, ou kashag, dont il désigne les ministres (les kalön). Une assemblée consultative ou gyadzom est créée, formée de religieux, de fonctionnaires civils, de nobles, de commerçants et d'artisans, et ayant le pouvoir de destituer le régent pendant la minorité du dalaï-lama. L’amban voit son rôle accru dans la gestion des affaires tibétaines. Parallèlement, les Qing font en sorte de contrebalancer le pouvoir de l'aristocratie en mettant des responsables issus du clergé bouddhiste à des postes clés,.

### Instauration du système de la régence
En 1756, le 7e dalaï-lama se retire du monde. Il meurt l'année suivante et un tulkou, Demo Ngawang Jambai Deleg Gyamtso, est nommé régent par l'empereur Qianlong en attendant la majorité du prochain dalaï-lama. Ce sera le début d'un système bien établi où chaque régent sera obligatoirement un tulkou.

### Décret royal en 29 articles pour mieux gouverner le Tibet (1792)

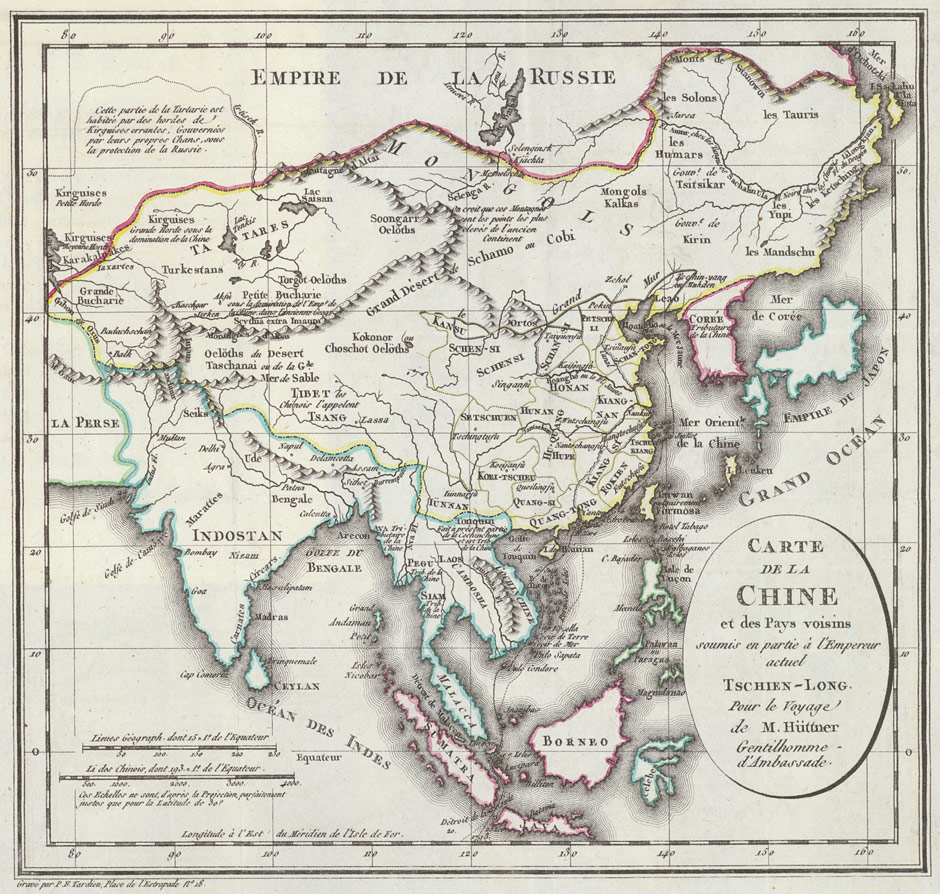
Carte de la Chine (entourée d'un filet jaune, en 1798, par l'allemand Johann Christian Hüttner

En 1792, l’empereur signe un décret intitulé The 29-Article Royal Decree for Better Governing in Tibet (« décret royal en 29 articles pour mieux gouverner le Tibet »). Ce décret renforce les pouvoirs dont disposent les ambans, lesquels ont désormais prééminence dans les affaires politiques sur le kashag et le régent. Le dalaï-lama et le panchen-lama doivent passer par eux pour adresser une pétition à l’empereur. Les ambans sont chargés également de la défense des frontières et de la conduite des affaires étrangères. La correspondance des autorités tibétaines avec l’étranger (dont les Mongols du Kokonor) doit être visée par les ambans. La garnison impériale et l’armée tibétaine sont placées sous leur commandement. Pour voyager, il faut être muni de documents délivrés par les ambans. Les décisions de justice sont soumises à leur aval. La monnaie tibétaine, qui avait été la cause du conflit avec le Népal, devient du seul ressort de Pékin. Le nouveau décret confère aux ambans une autorité égale à celle du dalaï-lama pour ce qui est des questions et nominations administratives importantes et exige que les nominations aux postes les plus élevés (comme celui de ministre du conseil) soient soumises à l'empereur pour approbation. Une disposition interdit aux proches parents des dalaï-lamas et panchen-lamas d’occuper des fonctions officielles jusqu’à la mort de ces derniers. Mais surtout, selon l’article premier, le choix de la réincarnation du dalaï-lama et celle du panchen-lama se fera au moyen du tirage au sort dans une urne d’or afin d’éviter d’éventuelles manipulations conduisant à la désignation de rejetons de puissantes familles laïques. Les exigences du gouvernement central furent communiquées au dalaï-lama par le général Fuk'anggan, commandant du corps expéditionnaire.

### Invasion britannique

#### Convention de Chefoo
Les Britanniques dans la convention de Chefoo 13 septembre 1876 un des traités inégaux qu'elle signe avec le gouvernement de la dynastie Qing, à la suite de la mort d'un de ses soldats, lors de l'envoi de troupes au Yunnan, s'accorde un droit de commerce au Tibet, le passage de ses troupes entre la Chine et l'Inde par le Tibet.

#### Expédition miliitaire (1903-1904)

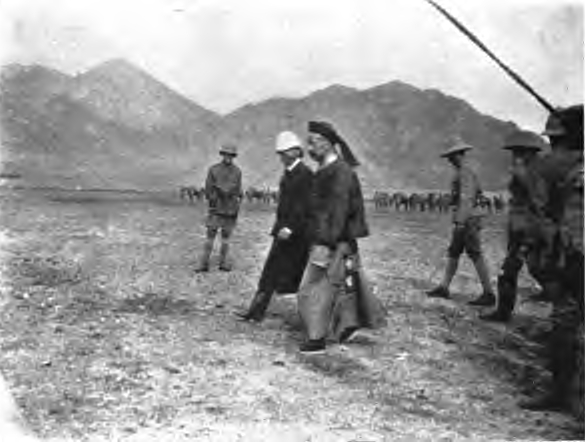
Francis Younghusband, et l'amban You Tai à Lhassa

L'expédition partie du Raj britannique est commandée par Francis Younghusband et bien que l'Empire russe ait signé un accord stipulant qu'elle n’envahirait pas le Tibet, prend le prétexte d'un risque de contrôle des Russes pour envahir le Tibet.

#### Convention entre la Grande-Bretagne et le Tibet
Le 7 septembre 1904, le colonel Younghusband, chef de l'expédition britannique au Tibet, et le régent du Tibet signent à Lhassa la Convention anglo-tibétaine de 1904 en présence de l'amban chinois, lequel refuse de la parapher, la Chine étant reléguée parmi les puissances étrangères, et en l'absence du dalaï-lama, réfugié en Mongolie et déposé par le pouvoir impérial. L'accord prévoit que les villes de Gyantsé, Gartok et Yatung seront ouvertes au commerce britannique et hébergeront des agents britanniques. Ce traité annule les accords de 1890 et 1893 entre la Chine et les Britanniques et transforme le Tibet quasiment en protectorat de l'Inde britannique. Comme le traité implique que le Tibet est un État souverain habilité à signer des traités de son propre chef, il est rejeté par le pouvoir impérial mandchou et ne peut entrer en vigueur. Il sera amendé par le traité de Pékin (1906), lui-même renégocié en 1914, après la signature de la convention de Shimla non ratifiée par la Chine.

#### Traité de Pékin de 1906
En 1906 un nouveau traité est signé à Pékin, reprenant la Convention entre la Grande-Bretagne et le Tibet, la renommant, Convention entre la Grande-Bretagne et la Chine relative au Tibet. Le traité continue d'interdire l'accès au Tibet à tout État ou au vassal de tout État autre que la Chine, et lui laisse y installer des lignes télégraphiques entre l'Inde britannique et les marchés de ses comptoirs du Tibet.

### Déposition duXIIIedalaï-lama (1910)
En 1910, le dalaï-lama, accompagné de membres de son gouvernement, s'enfuit en Inde britannique avec un détachement de cavaliers. Le 25 février, les Chinois déposent le dalaï-lama en réaction à sa fuite. Un gouvernement tibétain prochinois est constitué, qui est reconnu par les Anglais soucieux d'éviter une confrontation avec l'empire mandchou.

### De 1912 à 1959

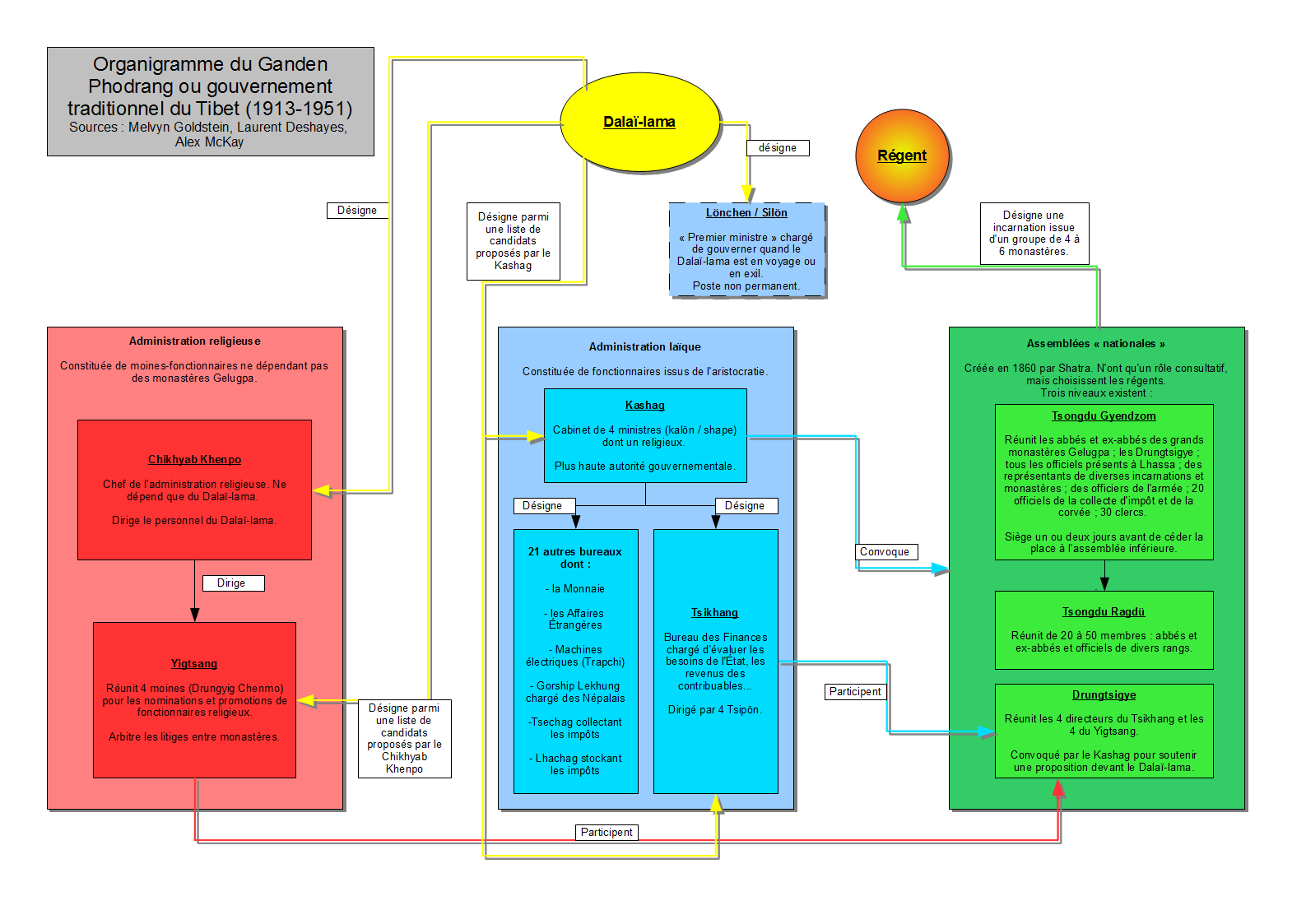
Organigramme du Ganden Phodrang, ou gouvernement du Tibet, entre 1913 et 1951

En 1912, après la révolution chinoise de 1911 et la chute de la dynastie Qing, le Tibet expulse les troupes et les autorités officielles chinoises.
Cette même année, sous la présidence de Yuan Shikai, un édit déclare que le Tibet, la Mongolie et le Xinjiang sont sur le même pied que les provinces de la Chine proprement dite et font partie intégrante de la République de Chine. Des sièges sont réservés aux Tibétains à l'Assemblée nationale.
Le 13e dalaï-lama répond qu'il ne demande aucun titre du gouvernement chinois car il entend exercer son pouvoir spirituel et temporel au Tibet,. Cette lettre est depuis lors considérée comme une déclaration officielle d'indépendance par les Tibétains,, pour d'autres elle ne l'est que dans l'esprit. Alfred P. Rubin, un expert américain en droit international constate que ces « déclarations d'indépendance » n'étaient aucunement des déclarations politico-juridiques mais simplement l'affirmation par le 13e dalaï-lama que la relation prêtre-protecteur (mchod-yon) entre les dalaï-lamas et les empereurs chinois s'était éteinte du fait de la fin de l'empire.
Cette indépendance n'a jamais été reconnue au niveau international,,,, la République de Chine continuant d'affirmer sa souveraineté sur le Tibet.

#### Non adhésion à la Société des Nations

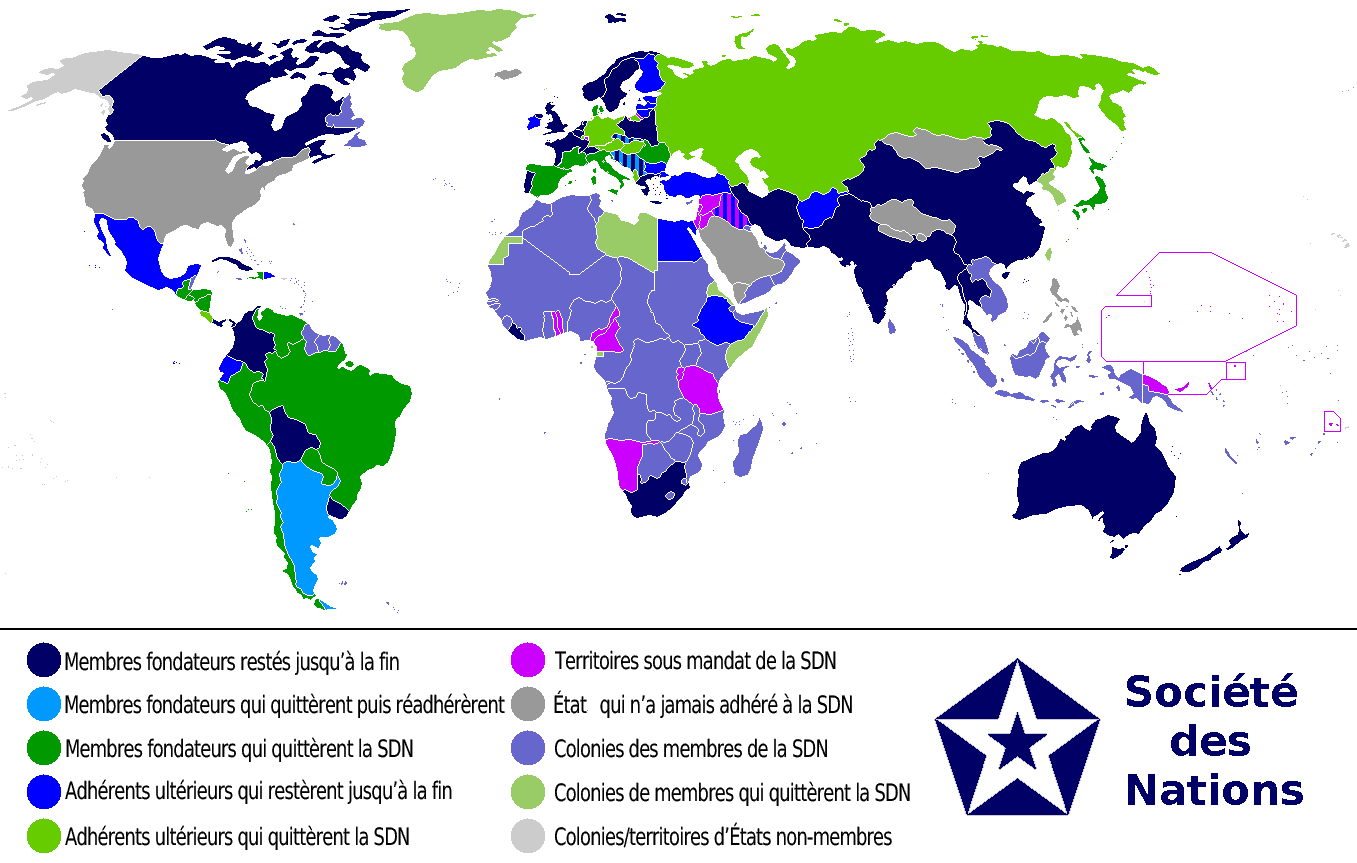
Carte du monde entre 1920 et 1945 montrant la place de la Société des Nations. Le Tibet est un des États n'ayant jamais adhéré à la SdN.

Province du Xikang de 1939 à 1955

Selon Leo D. Lefebure, professeur en théologie, le 13e dalaï-lama n'a pas cherché à faire adhérer le Tibet à la Société des Nations ni à obtenir une reconnaissance internationale de l'indépendance proclamée.
L’historien tibétain Tsering Shakya affirme cependant que Charles Bell mentionne, dans ses lettres écrites en septembre 1927 et janvier 1928, les efforts des Tibétains pour s’informer au sujet de la SdN, et des possibilités d’y être admis. Il semble que le dalaï-lama ait demandé à Sonam Wangyal (Palhese), un Tibétain qui s’était rendu en Angleterre, de se renseigner sur la SdN. Bell lui permit de rencontrer le Dr George Freeland Barbour, un universitaire lié à l’Union de la Société des Nations, un groupe de pression de la SdN,.
À partir de 1939, pendant l'invasion japonaise, une partie du Kham est incorporée à la province du Xikang, laquelle intègre par ailleurs la partie occidentale du Sichuan. Elle sert de « zone frontalière » entre la Chine et le Tibet. Cette province sera supprimée en 1955 sous la République populaire de Chine.

#### Appel du Tibet aux Nations unies
Le 7 novembre 1950, le gouvernement du Tibet adressa aux Nations unies (ONU) un appel concernant l'invasion du Tibet par la Chine. Le Salvador proposa une résolution à l'Assemblée générale de l'ONU, mais en raison de la guerre de Corée qui se déroulait au même moment, et de l'hésitation de l'Inde, le débat sur l'appel du Tibet fut ajourné sine die le 24 novembre 1950.

#### La question de la reconnaissance internationale de la souveraineté du Tibet
Dans sa lettre au Secrétaire général de l'ONU datée du 9 septembre 1959, Tenzin Gyatso, 14e dalaï-lama, donne une série d'arguments démontrant, selon lui, la reconnaissance internationale de la souveraineté du Tibet, notamment le fait que la Mongolie (extérieure) et l'Empire britannique ont signé des traités avec le Tibet (le Traité d'amitié et d'alliance entre le Gouvernement de Mongolie et le Tibet et la Convention de Simla), et que des représentants tibétains munis de passeports tibétains ont été reçus par l'Inde, la France, l'Italie, le Royaume-Uni et les États-Unis.
Selon Michael Harris Goodman, après ce qu'il appelle l'invasion chinoise du Tibet, Tenzin Gyatso partit de Lhassa pour Yatung dans la vallée de Chumbi en décembre 1950. Avant son départ, il nomma Lukhangwa et Lobsang Tashi, un haut fonctionnaire monastique, premiers ministres (sileun), et leur conféra les pleins pouvoirs du gouvernement du Tibet.
Dans son autobiographie Au loin la liberté, Tenzin Gyatso, écrit qu'avec l'accord de Lukhangwa, de Lobsang Tashi et du Kashag, il envoya fin 1950 des délégations aux États-Unis, en Angleterre et au Népal dans l’espoir d’une intervention pour le Tibet, ainsi qu’en Chine pour négocier son retrait. Peu après, quand la présence chinoise se renforça à l’est, le dalaï-lama et les principaux membres du gouvernement partirent s’installer dans le sud du Tibet, à Yatung, à 300 km du Sikkim en Inde. Lukhangwa et Lobsang Tashi restèrent à Lhassa. Peu après son arrivée à Yatung, il apprit que de ces délégations, la seule à être arrivée à destination fut celle envoyée en Chine. Depuis Chamdo, Ngapo Ngawang Jigmé adressa un long rapport au gouvernement tibétain expliquant qu’à moins d'obtenir un accord, Lhassa serait attaqué par l'Armée populaire de libération (APL), ce qui entraînerait de nombreux morts. Pour Ngapo, il fallait négocier, et il proposait d'aller à Pékin avec quelques adjoints entamer le dialogue avec les Chinois. Lukhangwa et Lobsang Tashi pensaient que de telles négociations auraient dû avoir lieu à Lhassa, mais que la situation désespérée ne laissait pas le choix. Le dalaï-lama envoya donc Ngapo à Pékin avec deux personnalités de Lhassa et deux de Yatung, espérant qu'il ferait comprendre aux autorités chinoises que les Tibétains ne souhaitaient pas une « libération », mais uniquement la poursuite de bonnes relations avec la Chine. Lukhangwa refusa d'entériner l'accord en 17 points sur la libération pacifique du Tibet.
Tous deux se firent des défenseurs de la liberté du Tibet dès l’arrivée de l'Armée populaire de libération à Lhassa, s’opposant aux tentatives des généraux chinois d’empiéter sur les droits du dalaï-lama.
Après le retour du dalaï-lama à Lhassa, devant la famine générée par les réquisitions de nourriture par les militaires chinois, le dalaï-lama demanda à Lukhangwa une médiation pour satisfaire les besoins de la population et les exigences des forces d’occupation. Lukhangwa suggéra qu'il n’y avait pas de raison de concentrer une armée si nombreuse à Lhassa, et que son rôle présumé étant la sécurité du pays, elle devrait se poster aux frontières. En réponse, le général chinois Chang Ching-wu affirma que selon l'accord en 17 points, l’armée chinoise était postée au Tibet, et qu'en conséquence, le gouvernement tibétain était dans l'obligation de pourvoir au logement et à la nourriture des soldats, et qu'ils partiraient lorsque le Tibet aurait montré sa capacité d'auto administration. Lukhangwa répliqua que la seule menace frontalière du Tibet provenait des Chinois.
Lors d'une réunion début 1952, le général Chang Ching-wu annonça l'absorption des troupes de l'armée tibétaine dans l'APL, se référant à l’article 8 de l'accord en 17 points. Lukhangwa répliqua que les Tibétains n’acceptaient pas l'accord en 17 points et qu’il n’était pas respecté par les Chinois. Il demanda la raison de cette décision, alors que selon l’accord, les Tibétains étaient libres de leur choix. Perplexe, le général Chang changea de méthode, suggérant de remplacer le drapeau tibétain des casernes tibétaines par le drapeau chinois. Lukhangwa répondit que dans ce cas, les Tibétains retireraient le drapeau chinois, ce qui embarrasserait les Chinois.
Trois jours plus tard Fan Ming, un autre général chinois, demanda à Lukhangwa s’il ne s’était pas trompé dans ses précédentes déclarations. Comme il les a réitérées, le général chinois l’accusa d’entretenir des relations avec des puissances impérialistes étrangères et cria qu’il demanderait au dalaï-lama sa destitution.
À la demande des généraux chinois, les deux premiers ministres tibétains, Lukhangwa et Lobsang Tashi, furent congédiés par le dalaï-lama le 27 avril 1952.
En 1956, la réintégration des deux premiers ministres fut une des quatre demandes formulées par les ministres tibétains alors que le dalaï-lama se trouvait en Inde, et qu’il hésitait à retourner au Tibet sans conciliation de la part des Chinois, tant la situation était devenu tendue. En 1957, Lukhangwa quitta le Tibet pour s'exiler à Kalimpong, où il rencontra le dalaï-lama, à qui il conseilla de ne pas retourner au Tibet.
En mars 1959, un soulèvement eut lieu à Lhassa, entraînant une répression de la part de l'Armée populaire de libération et la fuite du dalaï-lama en Inde. Après le départ de ce dernier, qui était président du Comité préparatoire depuis avril 1956, le premier ministre Zhou Enlai prit un arrêté proclamant la dissolution du gouvernement tibétain – qui était resté en place après l'arrivée de l'Armée populaire de libération – et son remplacement par le Comité préparatoire pour l'établissement de la région autonome du Tibet. Le 10e panchen-lama, jusque-là vice-président du Comité préparatoire, assuma dès lors les fonctions de président,.

### Les réformes duXIVedalaï-lama

#### Contexte social
Selon l'anthropologue américain Melvyn Goldstein, la vigueur avec laquelle le gouvernement tibétain soutenait les institutions et les activités religieuses contrastait fortement avec son incapacité à fournir à sa population non ecclésiastique ne seraient-ce que les plus rudimentaires des services : sur l'ensemble du pays, il n'y avait pas de système éducatif, de sécurité sociale, de police, de banques ni de presse.
Dans ses conversations avec le journaliste Thomas Laird, le XIVe dalaï-lama rapporte que dans ses jeunes années, l'observation et la discussion avec les gens ordinaires comme les balayeurs et les prisonniers l’avaient préoccupé et lui avaient inspiré des réformes. Choqué par l'utilisation de la cangue, il libéra tous les prisonniers quand il accéda au pouvoir. Il affirme avoir institué des réformes majeures durant les quelques années où il dirigea le Tibet dans une collaboration difficile avec les Chinois. Il déclare avoir établi un système judiciaire indépendant et aboli la dette héréditaire, qui était, explique-t-il, « le fléau de la communauté paysanne et rurale », piégeant celle-ci dans une servitude envers l'aristocratie.
Selon le gouvernement chinois, il fallut toutefois attendre la dissolution du gouvernement du Tibet (28 mars 1959) et le lancement de la Réforme démocratique (2 juillet 1959) pour que le servage et l'esclavage soient abolis. Anna Louise Strong rapporte que les dettes féodales furent annulées le 17 juillet 1959 par le Comité préparatoire de la région autonome du Tibet.

### Les modifications du gouvernement par les autorités chinoises au Tibet
Au début des années 1950, les Chinois modifièrent le gouvernement tibétain :
- Pour les dzongpeun, la durée de leurs mandats traditionnellement décidée par le dalaï-lama fut limitée à trois ans. Ils se virent recommander de consulter un commandant chinois local avant d’exercer leurs fonctions. À partir de 1954, ils devaient appliquer les ordres souvent impopulaires des autorités chinoises, comme de recruter de force des ouvriers pour la construction de routes. Ils pouvaient être révoqués à la demande des Chinois s'ils n'appliquaient fermement leurs ordres.
- Le Kashag fut réorganisé. Une commission de trois ministres dirigée par Ngabo Ngawang Jigme fut formée pour assurer sa liaison avec les autorités chinoises. Alors que traditionnellement le Kashag prenait collectivement ses décisions, chaque ministre se vit attribué des tâches spécifiques, permettant aux Chinois d'exercer sur eux des pressions plus facilement[84].

### Après 1959
La création du gouvernement tibétain en exil fut proclamée le 29 avril 1959. Initialement basé à Mussoorie, dans l'Uttarakhand en Inde du nord, son siège fut transféré à Dharamsala en 1960. Après la fuite du Tibet de Tenzin Gyatso, suivi de la plupart des membres de son gouvernement en 1959, il reconstitua un gouvernement en exil, dont la mission est à la fois de prendre en charge les réfugiés tibétains et de restaurer la liberté au Tibet.
Le 14e dalaï-lama est depuis 1959 le détenteur du pouvoir exécutif de ce gouvernement en exil. Cependant, il a instauré progressivement un régime représentatif. Ainsi, les autorités tibétaines créèrent le 2 septembre 1960 le Parlement tibétain en exil, l'Assemblée des députés du peuple tibétain. Le 10 mars 1963, la Constitution, fondée sur la Déclaration universelle des droits de l'homme, fut promulguée et appliquée au sein du gouvernement tibétain en exil.
En mars 2002, le 14e dalaï-lama a déclaré : « Depuis la création du Gouvernement du Gaden Phodrang au Tibet, voila près de 360 ans, nous les Tibétains avons maintenu notre culture de non-violence et de compassion. Étant donné la situation internationale et nos propres conditions, nous avons greffé en exil les valeurs de démocratie et de modernité à notre système traditionnel. C'est, bien sûr, une motif de fierté et de joie pour nous. Nous avons maintenant besoin de faire des efforts pour réaliser un système démocratique autonome au Tibet. »
Le 17 mai 2002, le Gouvernement tibétain en exil a célébré le 360e anniversaire de son système gouvernemental connu sous le nom de Ganden Phodrang Chokley Namgyal, mis en place quand Lobsang Gyatso, le 5e dalaï-lama, a assumé l'autorité sur le Tibet en 1642.

#### La question de la reconnaissance du gouvernement tibétain en exil
Depuis sa création, le gouvernement tibétain en exil ou administration centrale tibétaine (ACT) n'a été reconnu par aucun État ni gouvernement de par le monde,. Cependant, Tsepon W.D. Shakabpa rapporta au 14e dalaï-lama que le premier ministre indien Lâl Bahâdur Shâstrî l'avait informé, lors d'un entretien en 1966, que l'Inde avait décidé de reconnaître gouvernement tibétain en exil à de son retour de Tachkent, mais que le ministre y avait succombé d'une crise cardiaque.
Pour René Morlet, journaliste devenu bouddhiste et proche de Trinley Thaye Dorje, le gouvernement tibétain en exil perdure un demi-siècle après sa création, inefficace et dépendant des subventions occidentales, sans jamais avoir été reconnu par aucun gouvernement au monde. Pour le juriste Julien Cleyet-Marel, si les grandes caractéristiques de l'ACT n'ont pas changé depuis sa mise en place en 1959, ses composantes se sont enrichies et développées, aboutissant à un système complexe de gouvernement. En dépit du défaut de reconnaissance d'autres États, l'ACT jouit d'une effectivité partielle lui permettant de se rapprocher de ses objectifs. Les sources principales de revenus pour le budget de l'ACT se composent de la contribution du dalaï-lama (25 %), des fonds du Kashag (25 %), des contributions volontaires collectées par le livre vert (34 %) et des frais administratifs sur l'aide (10 %).
En mai 2011, le président de la région autonome du Tibet, Padma Choling, a déclaré que « son gouvernement est le seul gouvernement légal représentant les Tibétains », ajoutant « qu'aucun pays au monde ne reconnaît le « gouvernement en exil » ».
Selon Anne-Marie Blondeau, les gouvernements, ne souhaitant pas affronter la République populaire de Chine en raison de la compétition internationale dont ses marchés font l’objet, évitent de prendre parti en évoquant le « statut peu clair » du Tibet et n’abordent pas l’autodétermination des Tibétains, même s’ils évoquent les violations des droits de l’homme au Tibet.
Le gouvernement tibétain en exil ouvrit des bureaux du Tibet pour faciliter ses contacts extérieurs. Le Népal, qui avait maintenu un consulat à Lhassa depuis le XVIIIe siècle, fut le premier pays à accepter cette représentation.
Entre 2002 et 2009, la Fondation des échanges Taïwan-Tibet a servi de canal de communication semi-officiel entre la République de Chine (Taïwan) et le gouvernement tibétain en exil à Dharamsala, en Inde.
Les États-Unis ont créé la fonction de coordinateur spécial pour le Tibet le 30 octobre 1997, elle fut inscrite en 2002 dans le Tibetan Policy Act,,,,.
Selon Pierre-Antoine Donnet, la position de l'Union des républiques socialistes soviétiques a varié selon sa politique envers la Chine. Dans les années 1960, marquées par la rupture sino-soviétique, Moscou mit en doute le caractère historique de la souveraineté de la Chine sur le Tibet. Le 30 avril 1980, lors d'un séjour à New Delhi, L. V. Scherbakov, directeur de l'information du Conseil Soviétique pour les Affaires religieuses (en), déclara que son pays était « toujours disposé à aider toute nation qui se bat pour l'indépendance et la justice » ajoutant que l'URSS n'avait pas reçu de demande du peuple tibétain.